# Acanthostracion polygonius
Acanthostracion polygonius és una espècie de peix de la família dels ostràcids i de l'ordre dels tetraodontiformes.

## Morfologia
- Els mascles poden assolir 50 cm de longitud total.[2][3]

## Alimentació
Menja esponges de mar, tunicats i gambes.

## Hàbitat
És un peix marí, de clima tropical i associat als esculls de corall que viu entre 3-80 m de fondària.

## Distribució geogràfica
Es troba des de Nova Jersey (Estats Units) i Bermuda fins al Brasil, incloent-hi el Carib i les Antilles i exceptuant-ne el Golf de Mèxic.

## Ús comercial
És venut fresc i es consumeix rostit.

## Observacions
N'hi ha informes d'enverinament per ciguatera.